# Joseph Galea-Curmi
Joseph Galea-Curmi (ur. 1 stycznia 1964 w Balzan) – maltański duchowny rzymskokatolicki, biskup pomocniczy Malty od 2018.

## Życiorys
5 lipca 1991 otrzymał sakrament święceń kapłańskich i został inkardynowany do archidiecezji maltańskiej. Po święceniach pracował w kurialnym wydziale ds. duszpasterstwa ludzi pracy, zaś po studiach w Rzymie objął funkcję pomocniczego sekretarza w sekretariacie ds. duszpasterskich. W 2015 mianowany wikariuszem generalnym archidiecezji.
23 czerwca 2018 papież Franciszek mianował go biskupem pomocniczym archidiecezji maltańskiej i biskupem tytularnym Cebarades. Sakry udzielił mu 4 sierpnia 2018 arcybiskup Charles Scicluna.